# Emirat de Biu
L'emirat de Biu fou un estat històric i avui dia tradicional de Nigèria, a l'estat de Bornu o Borno (al nord-est del país) 

## Dades generals
La majoria dels habitants de la regió mantenen vaques, cabres, ovelles, cavalls i rucs; i la ciutat de Biu és el principal centre de comerç (sorgo, mill, cacauets) a l'altiplà. La ciutat, seu del palau de l'emir, té diverses oficines governamentals de salut i un dispensari. L'Església dels Germans (Church of the Brethren) opera un col·legi de formació de professors en la propera Biu Waka. Els cocodrils de Tila Lake, un llac de cràter en un volcà extint que mesura 1,800 peus (550 m), just al sud-oest de la ciutat, són sagrats per als governants tradicionals de Biu. L'àrea de govern local tenia una població (2006) de 176.072 habitants.

## Història
Segons la tradició, el regne de Biu va ser fundat amb la conquesta de la regió, a mitjan segle xvi, per Yamtarawala o Yamta-ra-Wala (Yamta el Gran; també anomenat Yamta [Abdullahi] Ula), un príncep kanuri que hauria sortit de Ngazargamo (capital del xeicat kanuri). El poble bura derrotat, que ja havia tingut entre 6 i 8 reis (kuthli) abans de Yamtarawala, va recuperar després gran part del seu territori durant el govern del fill de Yamta; en aquests anys es van establir i poblar les ciutats històriques de Miringa, Mandaragrau, Kogu, Buratai, Bam, Gur, Sakwa, Kwajaffa, Kwaya Bura, Kwaya Kusar, Wawa, Zobi, Wandali, Brihyel, Jara Nda’li, Zara, Balbaya, Wuyo, Fikahyel, Teli, Shani, Jara Gol i Lassa, la majoria amb gent procedent del mig-oest. Els nadius del país eren els babur o bura. La primera capital fundada per Yataramwala es va dir Limbur i després va passar a Kmjikarwa amb el Kuthli (rei) Garga Kopchi. Progressivament els nadius bura (dividits en diversos subgrups) i els forans es van fusionar però no fou fins vers 1670, en el regnat de Mari Watila Tampta, que el regne es va convertir en un lloc generalment segur.
Buba Yero, el primer governant de l'emirat de Gombe (a l'oest), va portar la gihad (guerra santa) fulani a la regió al segle XIX; però Mari Watirwa de Biu (regnat 1793-1838), que tenia capital a Kogu, finalment va derrotar les forces fulani. Henry Barth va visitar la zona el 1851 i descriu als babur vivint en patits llogarets dispersos als turons excepte la seu principal, Biu. Vers 1870 Ari Paskur va ordenar construir la muralla de la ciutat de Biu, prop Kogu, i el 1878 el seu fill, Mari Biya, es va convertir en el primer rei bura (pabir o babur) a governar des de la ciutat. Garha Kwamting va canviar algunes vegades de capital residint dos anys a Biu, després cinc anys a Viyukamda, després tornant a Biu 5 anys més i passant a Pelaminta el 1903
No va ser fins a 1904, un any després que els britànics van establir una posició militar a Gujba (103 quilòmetres al nord-nord-oest), que Biu va convertir-se en la capital tradicional amb la instal·lació pels britànics de Garga Kwamting a la ciutat de Biu com a cap de tercera classe; el resident britànic a Maiduguri li va aconsellar residir sempre a Biu, i Kwamting ho va complir. La divisió de Biu va ser creada el 1918 i el rei de Biu va ser elevat a cap de segona classe (18 de setembre de 1918); i el 1920, Mai Ari Dogo (Rei Ari I; títol, Kuthli Viyu) va agafar el títol d'emir i fou reconegut com el primer emir de Biu. La moneda local, el kuntu, fou suprimida el 1921. La regió està habitada principalment pels bura (babur), tera, margi (marghi), hina (hinna), i pobles fulani kitaku (kitije filane). El novembre de 1936 es va establir l'arxiu de la Biu Native Authority. Des de 1957, quan es van afegir a l'emirat de Biu els antics districtes de Shani i Askira (on residien els margi), l'àrea ha estat coneguda com la federació Biu.

## Llista de governants

### Títolkuthli
- 1. Yamtarawala,
- 2. Mari Virahyel,
- 3. Dirawala,
- 4. Yamta Amba,
- 5. Yamta Kupaya Wadi,
- 6. Mari Watila Yamta, vers 1670
- 7. Yamta Bangel,
- 8. Mari Laku,
- 9. Mar Jakwa Birtiktik,
- 10. Mari Thlama Bahara,
- 11. Mari Tayarwalki,
- 12. Dawi,
- 13. Mari Kopchi, vers 1740
- 14. Diporma, vers 1750
- 15. Garga Moda, vers 1760
- 16. Dimoda, vers 1770
- 17. Dibiya, vers 1780
- 18. Dirawa, vers ?-1783
- 19. Garga Kwapchi, 1783-1793
- 20. Mariwatirwa, 1793-1838
- 21. Ali Paskur (Fundador de Biu, mort a Gura), vers 1838-1873
- 22. Marbiya (Primer rei governant i residint a Biu), 1873-1891
- 23. Garga Kwamting (nomenat pels britànics), 1891-1908
- 24. Mai Ali Dogo (classificat abans com el 28è rei), 1908-1935, des de 1920 a 1935 governa amb títol d'emir

### Títol "emir"
- 25. Ali Gurgur, 1935-1951
- 26. Mai Madu, 1951-1959
- 27. Mai Mustafa, 1959-1989
- 28. Mai Umar Mustafa Aliyu juny 1989-

## Nota
1. ↑  Mai Idris Katagarmabe sobirà de l'imperi de Kanem-Bornu va morir el 1526 i un príncep de palau, Yamtarawala va intentar la successió però va fracassar i es va retirar amb els seus seguidors cap a la zona de Biu